# Дінгко Сінґх
Дінгко Сінґх (гінді डिंग्को सिंह); повне ім'я Нгангом Дінгко Сінґх (англ. Ngangom Dingko Singh; 1 січня 1979 — 10 червня 2021) — індійський боксер, чемпіон Азійських ігор.

## Аматорська кар'єра
Дебютував на міжнародному рівні в 1997 році і виграв Кубок Короля, що проходив в Бангкоці.
На Азійських іграх 1998 переміг чотирьох суперників, зокрема Сонтая Вонгпратес (Таїланд) у півфіналі та Тимура Тулякова (Узбекистан) у фіналі, і завоював золоту медаль.
На Олімпійських іграх 2000 програв в першому бою Сергію Доценко (Україна).
На Азійських іграх 2002 програв в першому бою.

## Нагороди
На відзначення його видатних досягнень у боксі та надзвичайного внеску в справу нації, Дінко Сінґх в 1998 році був нагороджений премією «Арджуна», а 2013 року орденом «Падма Шрі», четвертою за значущістю цивільною нагородою країни.